# Stratenrace van Jersey 1948
De Stratenrace van Jersey 1948 was een autorace die werd gehouden op 29 april 1948 op de straten van Saint Helier op het eiland Jersey.

## Uitslag
| Positie | Rijder                | Team        | Ronden | Tijd/Opgave     |
| ------- | --------------------- | ----------- | ------ | --------------- |
| 1       | Bob Gerard            | ERA         | 55     | 2:00:55.2       |
| 2       | George Abecassis      | Maserati    | 54     | +1 ronde        |
| 3       | Reg Parnell           | Maserati    | 54     | +1 ronde        |
| 4       | Birabongse Bhanubandh | Maserati    | 54     | +1 ronde        |
| 5       | Bob Ansell            | Maserati    | 53     | +2 ronden       |
| 6       | John Bolster          | ERA         | 53     | +2 ronden       |
| 7       | Roy Salvadori         | Maserati    | 51     | +4 ronden       |
| 8       | Geoffrey Ansell       | ERA         | 51     | +4 ronden       |
| 9       | Bob Cowell            | Lagonda     | 48     | +7 ronden       |
| 10      | Gordon Bennett        | Talbot-Lago | 44     | +11 ronden      |
| 11      | Geoff Richardson      | ERA         | 43     | +12 ronden      |
| 12      | Anthony Baring        | Maserati    | 31     | +24 ronden      |
| 13      | Cuth Harrison         | ERA         | 25     | +30 ronden      |
| NF      | Sam Gilbey            | Maserati    | 33     | Ongeluk         |
| NF      | Leslie Brooke         | ERA         | 33     | Ventiel         |
| NF      | Fred Ashmore          | ERA         | 24     | Motor           |
| NF      | John Heath            | Alta        | 19     | Motor           |
| NF      | David Hampshire       | Delage      | 15     | Ontsteking      |
| NF      | Joe Ashmore           | ERA         | 11     | Motor           |
| NF      | Bobbie Baird          | Emeryson    | 8      | Versnellingsbak |
| NF      | Luigi Villoresi       | Maserati    | 6      | Versnellingsbak |
| NF      | Raymond Mays          | ERA         | 4      | Olie            |
| DNS     | Tony Rolt             | Alfa Romeo  |        | Ventiel         |
| DNS     | Barry Woodall         | Delage      |        | Drijfstang      |